# Renault Type ES
Der Renault Type ES war ein frühes Personenkraftwagenmodell von Renault. Er wurde auch 40 CV genannt.

## Beschreibung
Die nationale Zulassungsbehörde erteilte am 21. Februar 1914 ihre Zulassung. Vorgänger war der Renault Type DT. 1916 folgte der Nachfolger Renault Type FI.
Ein wassergekühlter Sechszylindermotor mit 100 mm Bohrung und 160 mm Hub leistete aus 7540 cm³ Hubraum 31 PS. Die Motorleistung wurde über eine Kardanwelle an die Hinterachse geleitet. Die Höchstgeschwindigkeit war je nach Übersetzung mit 67 bis 86 km/h angegeben.
Bei einem Radstand von 374,3 cm und einer Spurweite von 150 cm war das Fahrzeug 503,5 cm lang und 176 cm breit. Der Wendekreis war mit 15 Metern angegeben. Das Fahrgestell wog 1450 kg. 
Der Preis für ein Fahrgestell betrug 22.500 Franc. Karosseriehersteller fertigten die Aufbauten. Eine Torpedokarosserie kostete etwa 3500 Franc und eine Limousinen- oder Landauletkarosserie etwa 5500 Franc. Daneben ist ein Roadster überliefert.